# Ocrisiona victoriae
Ocrisiona victoriae là một loài nhện trong họ Salticidae.
Loài này thuộc chi Ocrisiona. Ocrisiona victoriae được Marek Żabka miêu tả năm 1990.